# Джордж Герберт Вокер Буш
Джордж Герберт Вокер Буш (англ. George Herbert Walker Bush; 12 червня 1924, Мілтон, штат Массачусетс — 30 листопада 2018, Х'юстон, штат Техас) — американський політик, дипломат, бізнесмен, республіканець, 41-й президент США (1989–1993). Чоловік Барбари Буш, батько 43-го президента США Джорджа Вокера Буша та Джеба Буша.
Був директором Центрального розвідувального управління (ЦРУ) 1976–1981, а в період президентства Рональда Рейгана (1981–1988) — 43-тім віцепрезидентом (1981–1989) в Палаті представників США, як представник США в ООН, очолив спеціальну комісію, покликану реалізовувати пакет заходів зі скорочення державного регулювання економікою. Хоча Дж. Буш не був популярним політиком, на виборах 1988 р. йому вдалося перемогти. У період передвиборчої кампанії обіцяв продовжити курс Р.В. Рейгана, допомогти тим, хто цього дійсно потребує, створити суспільство «добрих, чуйних людей». Основний електорат майбутнього Президента — представники «ситої Америки». Період президентства Дж. Буша став продовженням «неоконсервативної хвилі» Р. Рейгана, коли було закріплено досягнення попереднього Президента, здійснено продовження процесу обмеження державного регулювання економікою.

## Біографія

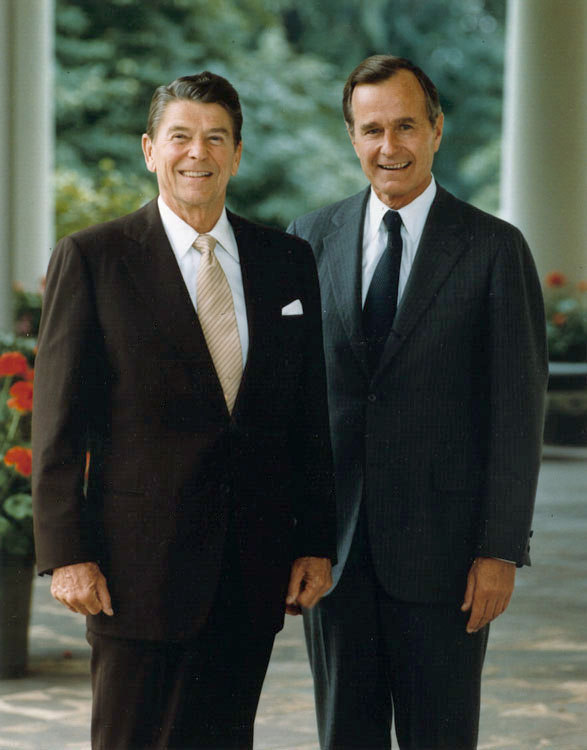
Буш з президентом Рональдом Рейганом

Походив із династії американських політиків, син банкіра і сенатора від Республіканської партії Прескотта Буша.
1941 року, у 18 років записався в ряди американської армії і став наймолодшим пілотом США. За бойові досягнення і героїзм у роки Другої світової війни він був нагороджений Хрестом льотних заслуг. Одного разу Буш ледь не загинув, дивом вибравшись з бомбардувальника у вогні. По закінченню війни Джордж Буш став студентом Єльського університету, який закінчив 1948 року. Отримавши диплом економіста, разом з молодою дружиною Барбарою переїхав до Техасу, де почав успішно займатися нафтовим бізнесом, до 40 років маючи мільйонний статок. З 1966 року — член Палати представників. У 1971 році став послом США в ООН, був обраний главою Національного комітету Республіканської партії, потім був посланником США в КНР (фактично, виконуючи функції посла) і в 1976 році очолив Центральне розвідуправління США.
Буш зробив спробу стати президентом 1980 року, проте внутрішньопартійну боротьбу виграв Рональд Рейган, який став президентом і призначив Буша на посаду віцепрезидента США. Тандем існував протягом обох президентських термінів Рейгана, а в 1989 році посаду 41-го президента зайняв Джордж Буш. Він став першим з 1837 року віцепрезидентом, що зайняв за підсумками виборів головне місце в Білому домі.

## Президентство

### Внутрішня політика

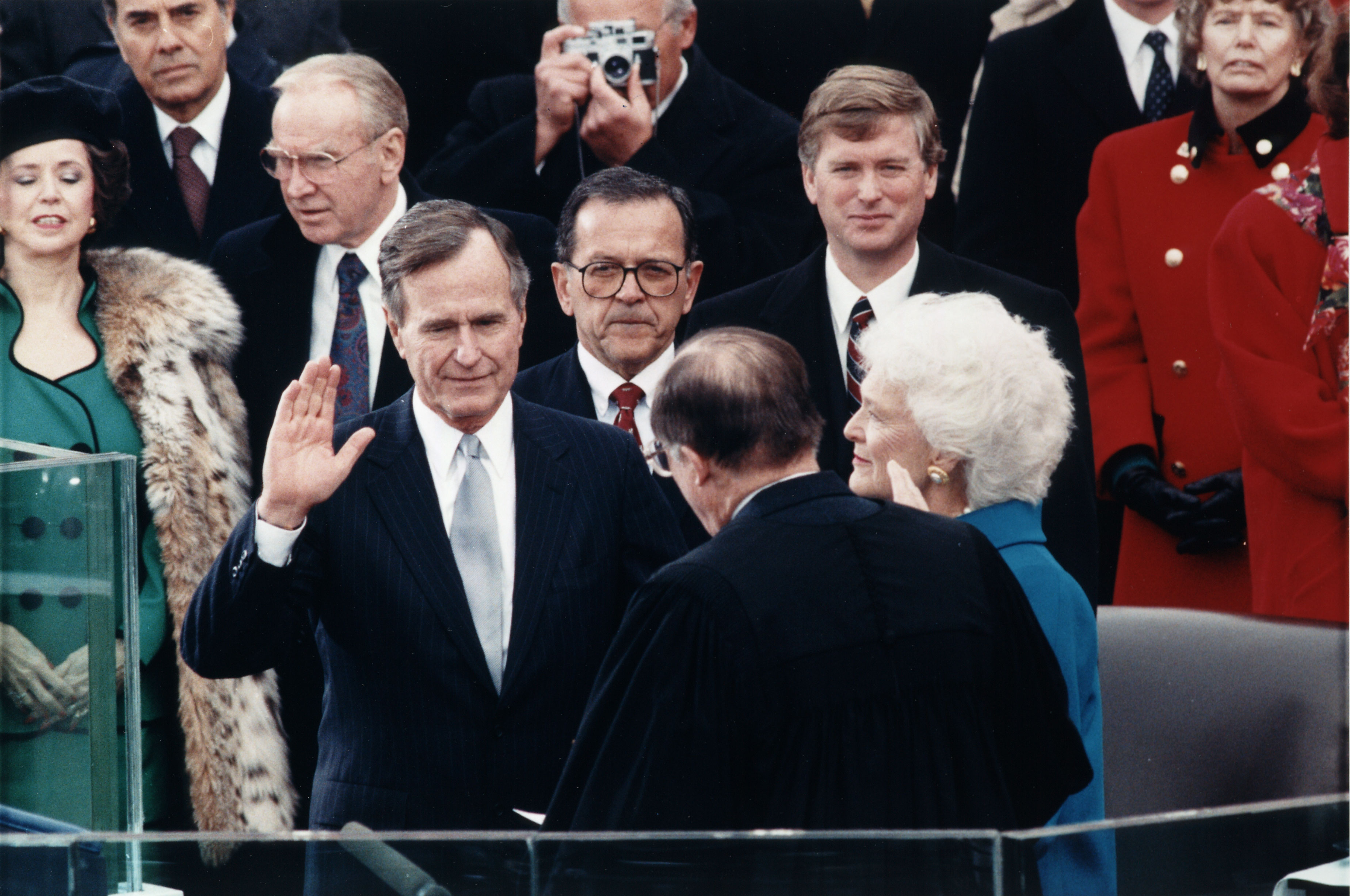
Інавгурація Джорджа Буша, 1989

Внутрішньополітичний курс Дж. Буша мав назву «рейганоміка без Рейгана». Проте, власної чітко сформульованої програми він не мав, стараючись у всьому наслідувати попередника. Саме брак свіжої думки був основною підставою для критики Президента. Проте, не зважаючи на те, що в цей період конгрес контролювали демократи, Бушу вдалося досягти згоди між двома партіями з ключових питань внутрішньої та зовнішньої політики, чим він забезпечив ефективне виконання своєї програми. Чільне місце в президентських заходах належало боротьбі з наркоманією та організованою злочинністю, розв'язанню екологічних проблем, вдосконаленню системи охорони здоров'я. Діяльність значно ускладнювалася економічною кризою 1989–1992 рр., зумовленою деякими негативними проявами рейганоміки. Основною проблемою залишався дефіцит державного бюджету та зростання зовнішнього боргу. Для її вирішення Дж. Буш здійснював замороження державних видатків. Хоча падіння виробництва було найменшим у повоєнний період, саме несприятлива економічна кон'юнктура стала основною причиною поразки Президента на виборах 1992 р. від демократа Білла Клінтона.

### Зовнішня політика
У зовнішній політиці Президент також намагався наслідувати попередника (назва курсу — «стримування і залякування»). Його реакція як Президента на дипломатичні ініціативи радянського лідера М. Горбачова була спочатку розцінена неадекватною. Проте згодом ситуація змінилася. Відбулися зустрічі лідерів двох наддержав: 1989 р. на Мальті, коли було оголошено про завершення холодної війни, та 1990 р. у Вашингтоні. Згодом, у липні 1991 р. вони підписали Договір про скорочення стратегічних наступальних озброєнь (СНО-1 або СТАРТ-1). У грудні 1989 р. Буш ініціював інтервенцію в Панаму під приводом боротьби з наркомафією для скинення свого колишнього союзника генерала Нор'єги (операція «Вірна справа»), що сприяло зростанню його популярності в США. Успіх у війні у Перській затоці проти Іраку (1991) ще більш підняв його популярність. Причиною війни була гостра міжнародна криза в цьому регіоні у 1989–1991 рр., пов'язана з анексією Іраком Кувейту. У 1990 р. було створено «Щит пустелі» — контингент з військ США та їхніх союзників з метою захисту Саудівської Аравії від можливої іракської агресії, а 17 січня — 28 лютого 1991 р. — здійснено операцію «Буря в пустелі», визволено Кувейт, а на тоталітарний режим С. Хусейна накладено санкції. На Близькому Сході Буш продовжував підтримувати Ізраїль та добиватися його примирення з ОВП. Важливе значення у період Буша посідали американсько-китайські відносини. Але Президент підтримував як режим КНР, про що свідчить його візит до Пекіна, так і Тайвань, свідченням чого є збройна допомога останньому, внаслідок чого викликав невдоволення з боку обох китайських держав. У червні 1989 р. сенат США схвалив пакет санкцій проти КНР (відмова від спільних торговельних та економічних програм), приводом до чого стала розправа комуністичних властей над студентами-маніфестантами в Пекіні. Взяв Дж. Буш участь і в сприянні об'єднанню Німеччини: він був одним з тих, хто 12 вересня 1990 р. у Москві підписав Договір про врегулювання німецького питання, який передбачав об'єднання ФРН та НДР. Після розпаду СРСР США підтримали нові незалежні держави та встановили з ними дипломатичні відносини. Щодо програми ПРО, то Буш продовжив розвиток СОІ Рейгана. 
Відносини з Україною в період Буша були неоднозначними. З одного боку, його адміністрація доклала значних зусиль до міжнародного визнання України: 25 грудня 1991 р. визнала незалежність, а 23 січня 1992 р. встановила дипломатичні відносини, а з іншого — вся подальша політика зводилася до скоординованого з Росією ядерного роззброєння України. Як Президент США 1 серпня 1991 у Києві виголосив промову, в якій однозначно висловлювався за збереження СРСР і підтримку М. Горбачова. Все ж у період Буша Україна отримала зовнішнє фінансування. У липні 1991 р. Президент США приймав з візитом голову ВРУ Л. Кравчука, який 1992 р. прибув до Штатів уже як Президент своєї держави. 16 листопада 1994 року Україна приєдналася до Договору про нерозповсюдження ядерної зброї від 1 липня 1968 року. В обмін на це найбільші ядерні держави повинні були гарантувати Україні безпеку та виключення будь-яких форм агресії чи тиску.
Зважаючи на приєднання до Договору про нерозповсюдження ядерної зброї та зобов'язання України ліквідувати всю ядерну зброю на її території, 5 грудня 1994 року між Україною, Російською Федерацією, Великою Британією та Сполученими Штатами Америки було підписано так званий Будапештський меморандум, за яким держави-учасниці мали поважати незалежність, суверенітет та існуючі кордони України, утримуватися від будь-яких проявів агресії щодо України, в тому числі і від економічного тиску. Втім, через 20 років Російська Федерація порушила умови договору, анексувавши Крим та розпочавши неоголошену війну на сході України.

## Смерть

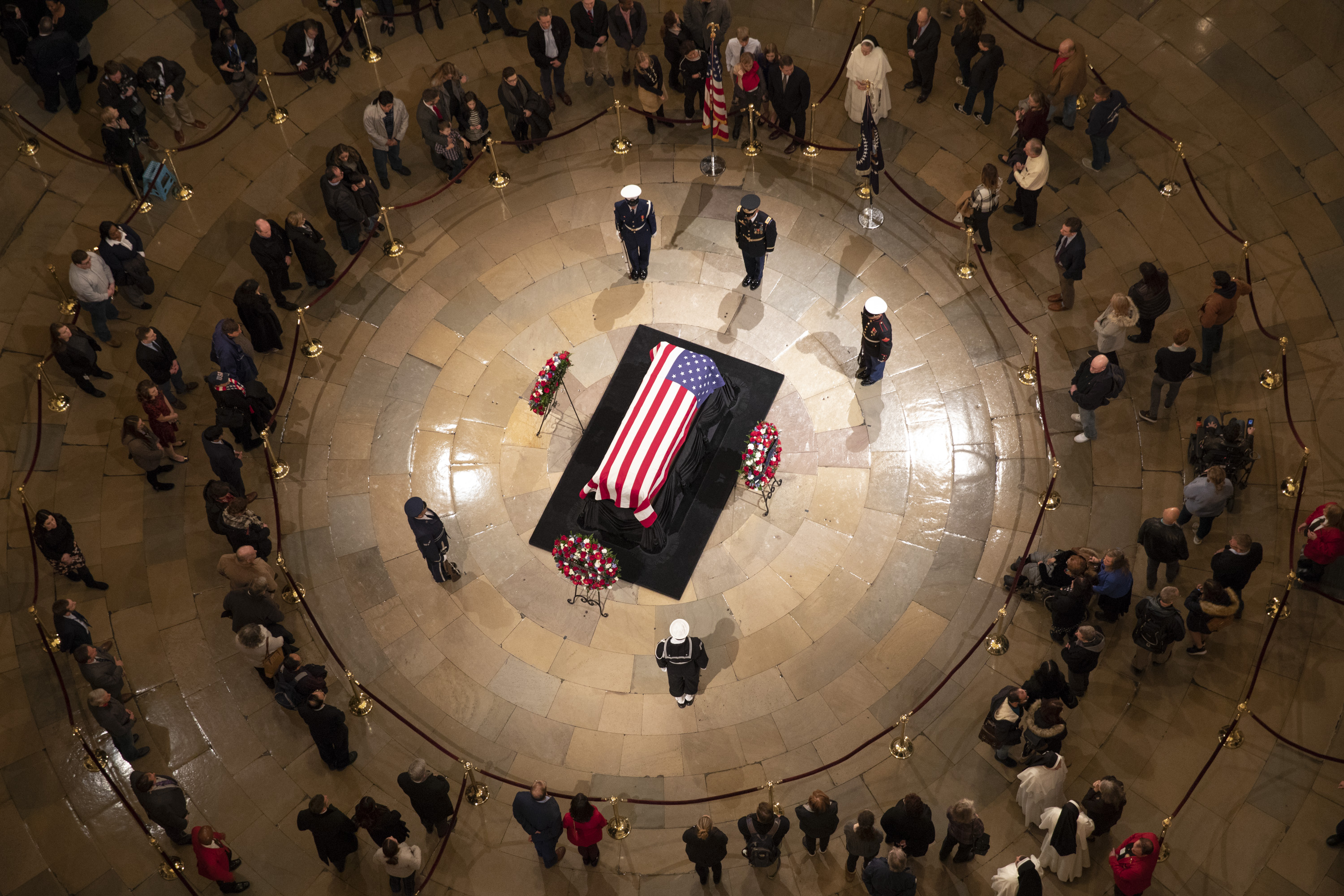
Представники громадськості вклоняються гробу президента Буша, який лежить у ротонді Капітолія США у Вашингтоні, округ Колумбія.

Джордж Буш-старший помер увечері 30 листопада 2018 року в Х'юстоні, на 95-му році життя. Останні кілька років хворів на хворобу Паркінсона і змушений був пересуватися в інвалідному візку. За останній, 2018 рік, його двічі шпиталізували, 22 квітня (через інфекційну хворобу) та 28 травня (через низький тиск). Перед тим, 17 квітня, померла його дружина Барбара.

## Цікаві факти
- Промова Джорджа Буша 1 серпня 1991 року в Києві (в якій він погрожував Україні, таврував і закликав українців залишитись у складі СРСР), увійшла в історію під назвою «Chicken Kyiv» («котлета по-київськи»), оскільки в англійській мові слово «chicken» має переносне значення «боягуз»: «Американці не підтримуватимуть тих, хто шукає незалежність, щоб замінити віддалену тиранію на локальний деспотизм. Вони не допомагатимуть тим, хто просуває самовбивчий націоналізм, заснований на етнічній ненависті». Слова «самовбивчий націоналізм» ручкою дописав Буш у надруковану помічниками промову. Влучну назву промові Буша дав Вільям Сафайр.[11]
- Вже колишній президент США Джордж Буш відзначив своє 75-річчя, 80-річчя і 85-річчя стрибком з парашутом в тандемі з інструктором.

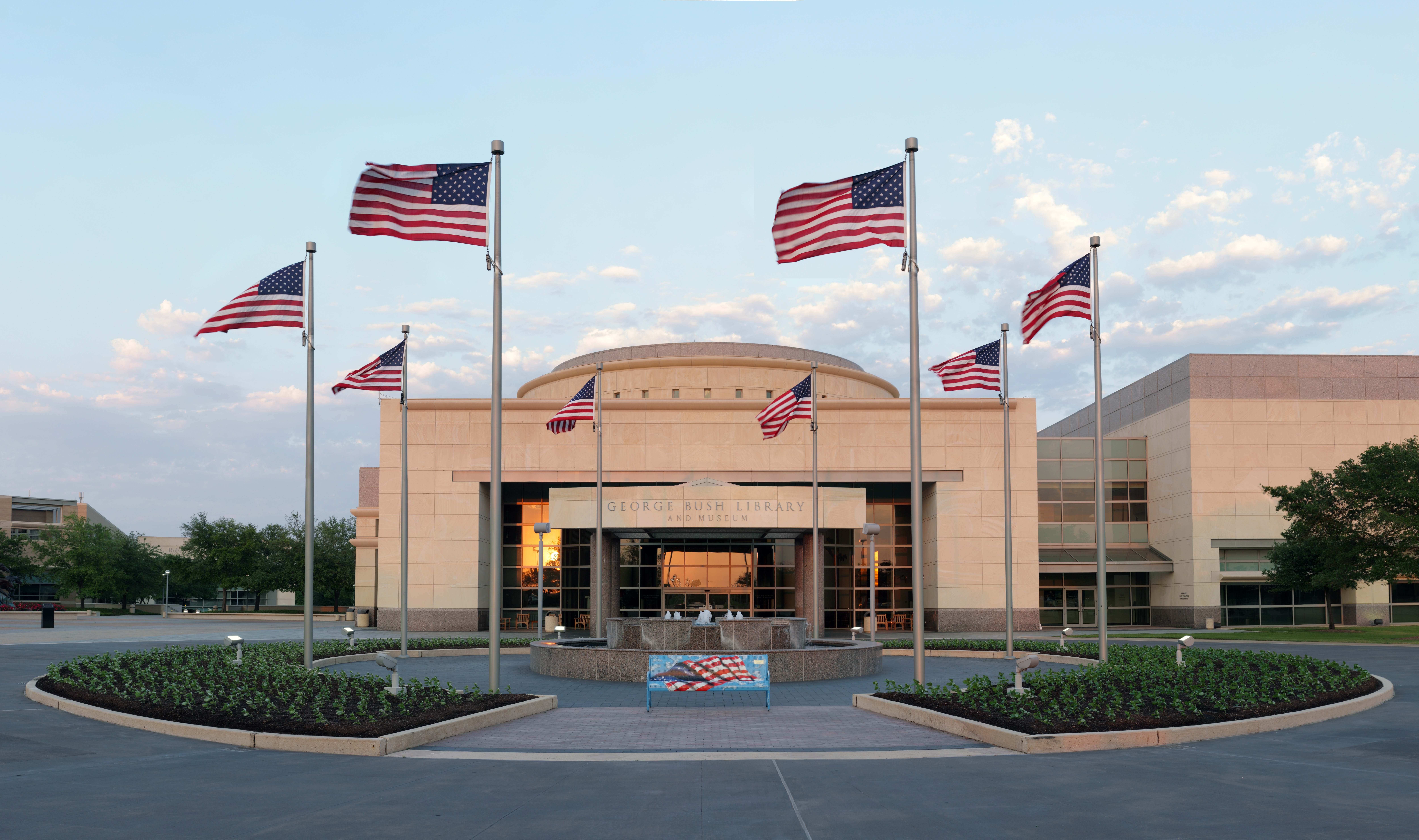
Президентська бібліотека та музей Буша в західному кампусі Техаського університету A&M у Коледж-Стейшн, Техас, 2011 рік

## Вшанування пам'яті
У 1997 році Х'юстонський міжконтинентальний аеропорт був перейменований на Міжконтинентальний аеропорт імені Джорджа Буша.
Пам'ять Буша вшановується на поштовій марці, випущеній Поштовою службою Сполучених Штатів у 2019 році.